# Жицкий, Томаш
То́маш Жи́цкий (пол. Tomasz Życki; Фома Иванович Жицкий; 1783, Купришки Виленского повята — 1840, Вильно) — математик, профессор алгебры Виленского университета (1807—1817).

## Биография
Родился в Купришках Виленского повята. Обучался математике в Главной виленской школе, ученик Францишека Нарвойша. В 1783 году получил степень доктора философии. Преподавал математику и логику в Главной виленской школе. С её преобразованием в 1803 году в императорский Виленский университет продолжал преподавать до 1804 года, затем в 1807 году получил назначение на должность директора гимназии при университете. Ректор университета Ян Снядецкий назначил его также экстраординарным профессором кафедры алгебры.
Жицкий преподавал элементарную математику и арифметику. В 1817 году вышел в отставку и занял должность визитатора школ. Позднее вернулся в университет и в 1820 году стал деканом физико-математического отделения. Во время процесса по делу филоматов, когда ректор Твардовский пребывал под арестом, исполнял обязанности ректора университета.
Женат не был. В последние годы жизни одинокий, скупой и чудаковатый старик стал предметом жалости и насмешек. Умер в Вильно в 1839 или 1840 году.

## Научная деятельность
К заслугам Жицкого относят составление прогрессивной программы лекций, которая использовалась в Виленском университете долгое время и после его ухода.
Сохранились труды Жицкого:
- O sposobie łatwym pisania i wykładania nauk matematycznych a w szczególności o dziele: Cours complet de mathematiąues par L. B. Francoeur, 1809 (1817)
- Theses mathematicae Isaaci Newtoni demonstrandae a Thoma Życki status academici candidato, anno primo sublimioros matheseos alumna. Vilnae 1784
- Wiadomość o życiu i pracach uczonych Frań. Narwojsza (1820)